# Gordon Cormier
Gordon Cormier, född, 8 oktober 2009 i Vancouver, är en kanadensisk skådespelare.
Cormier har bland annat medverkat i TV-serierna Pestens tid och Avatar: The Last Airbender. Han har även medverkat filmen Ready Jet Go! Space Camp.

## Filmografi (i urval)
- 2020–2021 – Pestens tid (TV-serie)
- 2023 – Ready Jet Go! Space Camp
- 2024 – Avatar: The Last Airbender (TV-serie)